# Río Verde, San Luis Potosí

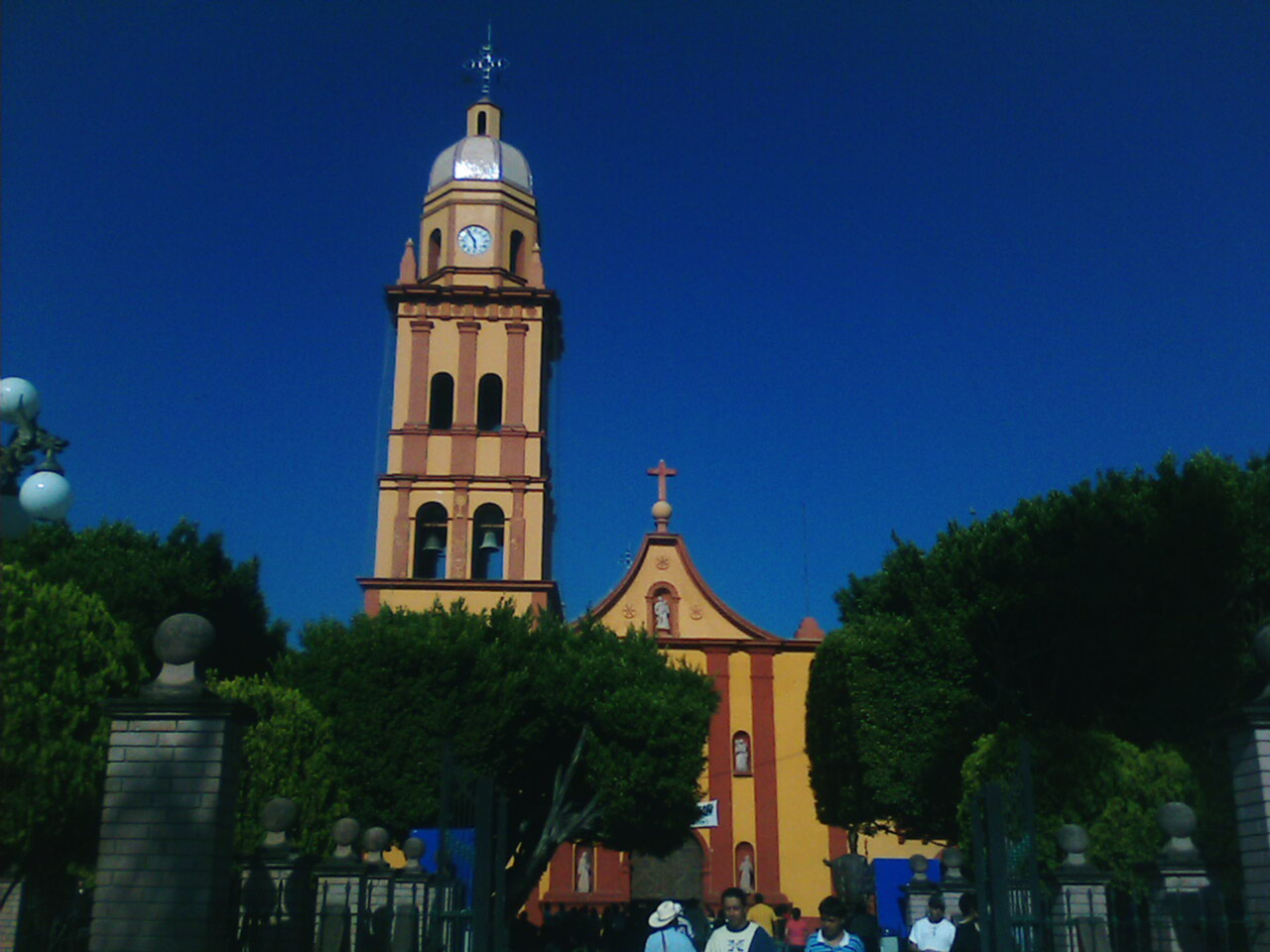
Kyrka i stadens centrum

Rio verde är en stad i centrala Mexiko. Den ligger i kommunen Rioverde och delstaten San Luis Potosí, i den centrala delen av landet, 290 km norr om huvudstaden Mexico City.

## Stad och storstadsområde
Staden ligger 994 meter över havet och antalet invånare är 48 854 (2015), med totalt 84 334 invånare (2007) i hela kommunen på en yta av 3 141 km².
Storstadsområdet, Zona Metropolitana de Rioverde-Ciudad Fernández, består av två kommuner och har totalt 124 795 invånare (2007) på en yta av 3 596 km².

## Terräng och klimat
Terrängen runt Río Verde är platt, och sluttar österut. Runt Río Verde är det ganska glesbefolkat, med 29 invånare per kvadratkilometer. Río Verde är det största samhället i trakten. Trakten runt Río Verde består i huvudsak av gräsmarker.